# Ravitesh Behari
Ravitesh Behari (* 1981 in Suva) ist ein ehemaliger fidschianischer Fußballschiedsrichter.
Behari stand auf der Liste der FIFA-Schiedsrichter und wurde bei internationalen Fußballspielen eingesetzt.
Bei der Ozeanienmeisterschaft der Frauen 2010 in Neuseeland leitete Behari drei Spiele in der Gruppenphase. Bei der Ozeanienmeisterschaft 2016 in Papua-Neuguinea pfiff Behari ein Spiel. Zudem war er als Schiedsrichter unter anderem bei den Pazifikspielen 2015 in Papua-Neuguinea und in der ozeanischen WM-Qualifikation im Einsatz.